# HD 141569
HD 141569 är en dubbelstjärna belägen i den norra delen av stjärnbilden Vinkelhaken. Den har en skenbar magnitud av ca 7,12 och kräver åtminstone en handkikare för att kunna observeras. Baserat på parallaxmätning inom Hipparcosuppdraget på ca 8,6 mas, beräknas den befinna sig på ett avstånd på ca 320 ljusår (ca 98 parsek) från solen. Den rör sig närmare solen med en heliocentrisk radialhastighet på ca -6 km/s.

## Egenskaper
Primärstjärnan HD 141569 A är en blå till vit  isolerad Herbig Ae/Be-stjärna i huvudserien av spektralklass A2 Ve. Den har en massa som är ca 3 solmassor, en radie som är ca 1,9 solradier och har ca 24 gånger solens utstrålning av energi från dess fotosfär vid en effektiv temperatur av ca 10 500 K.

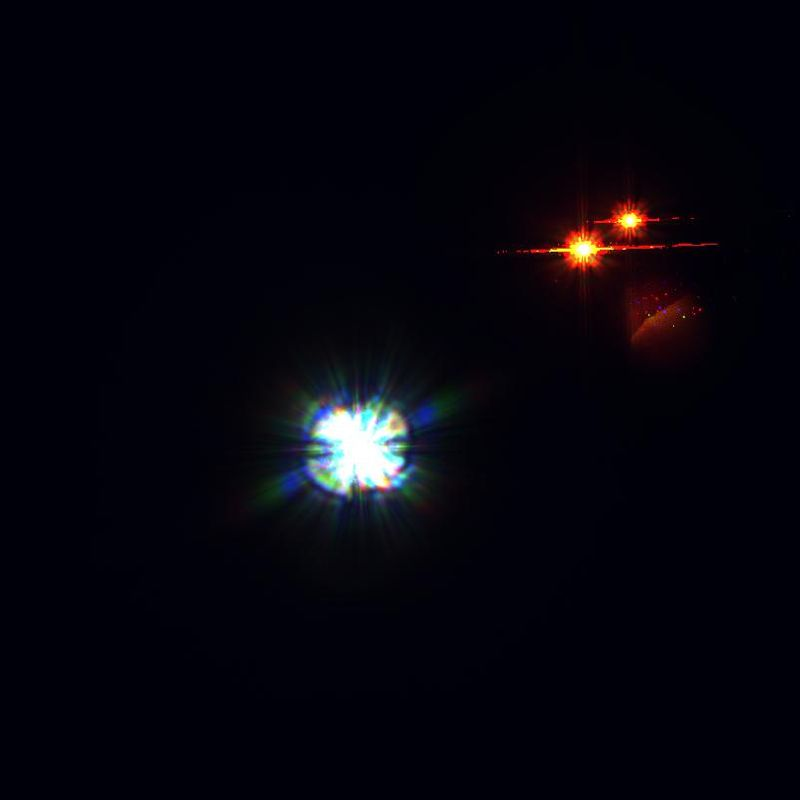
HD 141569 och dess två följeslagare tagna av Hubbleteleskopet 2002.

Primärstjärnan har som följeslagare två röda dvärgar, som kretsar runt varandra, vid ett avstånd av cirka nio bågsekunder. År 1999 upptäcktes en protoplanetär stoftskiva kring stjärnan. En lucka i denna antyder en möjlig pågående bildning av en exoplanet i skivan. 
I november 2019 gjordes den första polarimetriska upptäckten av den inre ringen som cirkulerar kring stjärnan. Utifrån upplösta bilddata från andra högkontrastanläggningar består HD 141569 A stoftskiva av upp till minst tre och potentiellt fyra förenade ringar, med spiralstrukturer på de tre rumsligt upplösta ringarna.

## Planetsystem

### Protoplanetär skiva
I januari 1999 tillkännagav NASA upptäckten av en protoplanetär skiva kring HD 141569. Hubbleteleskopet visade att skivan verkar föreligga i två delar (inre och yttre). Den liknar ytligt det största gapet i Saturnus ringar (känd som Cassinidelningen).
Den stora skivan har en vidd som är ca 13 gånger diametern på Neptunus omloppsbana kring solen. Det relativt smala gapet ligger ungefär halvvägs mellan skivans inre och yttre kanter. Även om HD 141569 redan är en fullt utvecklad stjärna är den relativt ung, förmodligen bara en procent av dess livstid som en stabil stjärna.

### Möjlig planet
Gapet i skivan leder till slutsatsen av en protoplanet är under bildning vid stjärnan. Planeten behöver dock inte ligga i gapet. Den kan antingen suga upp stoft och stenarna från skivan när den färdas i sin bana runt stjärnan, eller med dess gravitation ta upp en del av skivan.